# Ängsmon
Ängsmon – miejscowość (tätort) w Szwecji, w regionie administracyjnym (län) Jämtland, w gminie Östersund.
Według danych Szwedzkiego Urzędu Statystycznego liczba ludności wyniosła: 1368 (31 grudnia 2015), 1344 (31 grudnia 2018) i 1380 (31 grudnia 2019).